# Tipula (Pterelachisus) wahlgreni
Tipula (Pterelachisus) wahlgreni is een tweevleugelige uit de familie langpootmuggen (Tipulidae). De soort komt voor in het Palearctisch gebied.